# Chemin du Montenvers
Ne doit pas être confondu avec Chemin de fer du Montenvers.
Le chemin du Montenvers est un sentier de randonnée et ancien chemin muletier de France situé en Haute-Savoie. Il relie Chamonix au Montenvers, point de vue panoramique sur la Mer de Glace, dans le massif du Mont-Blanc. Il est la voie d'accès privilégiée pour les visiteurs souhaitant se rendre au Montenvers — y compris à dos de mulet — au début du tourisme dans la vallée de Chamonix au XIXe siècle. Il perd en fréquentation avec l'ouverture du chemin de fer en 1909 qui suit plus ou moins le même tracé.

## Tracé
Le sentier débute à Chamonix, juste au-dessus du bourg et des quartiers des Mouilles et de la Frasse, non loin de l'arrivée du télésiège des Planards et du hameau du même nom. À environ 1 170 mètres d'altitude, le chemin du Montenvers s'écarte de celui de la Sortie Vallée Blanche pour débuter la traversée de la montagne de Blaitière qui constitue une partie de l'ubac des aiguilles de Chamonix dans le prolongement nord du Plan de l'Aiguille.
Après une série de virages resserrés qui font rapidement gagner en altitude en traversant la voie du chemin de fer entre les tunnels du Grépon et des Planards, le sentier progresse dans la forêt en gagnant peu en altitude, passant par la fontaine Caillet puis la buvette du même nom. Une nouvelle série de virages resserrés avec une autre traversée du chemin de fer débouche sur une nouvelle progression le long des flancs de la montagne. La forêt dense laisse progressivement la place à une végétation plus clairsemée, notamment au niveau de quelques couloirs d'avalanche et du viaduc du Montenvers.
Après avoir progressé depuis le début en direction du nord-est, le sentier oblique vers le sud au moment où il pénètre véritablement dans la vallée empruntée par la Mer de Glace. Le site du Montenvers est rapidement atteint après avoir dépassé l'hôtel, le Glaciorium, le Temple de la Nature et la jonction avec le Grand Balcon Nord ; le sentier descendant à la Mer de Glace s'effectue après la gare terminus du chemin de fer, la gare amont de la télécabine, la galerie des Cristaux, le restaurant et les terrasses panoramiques.

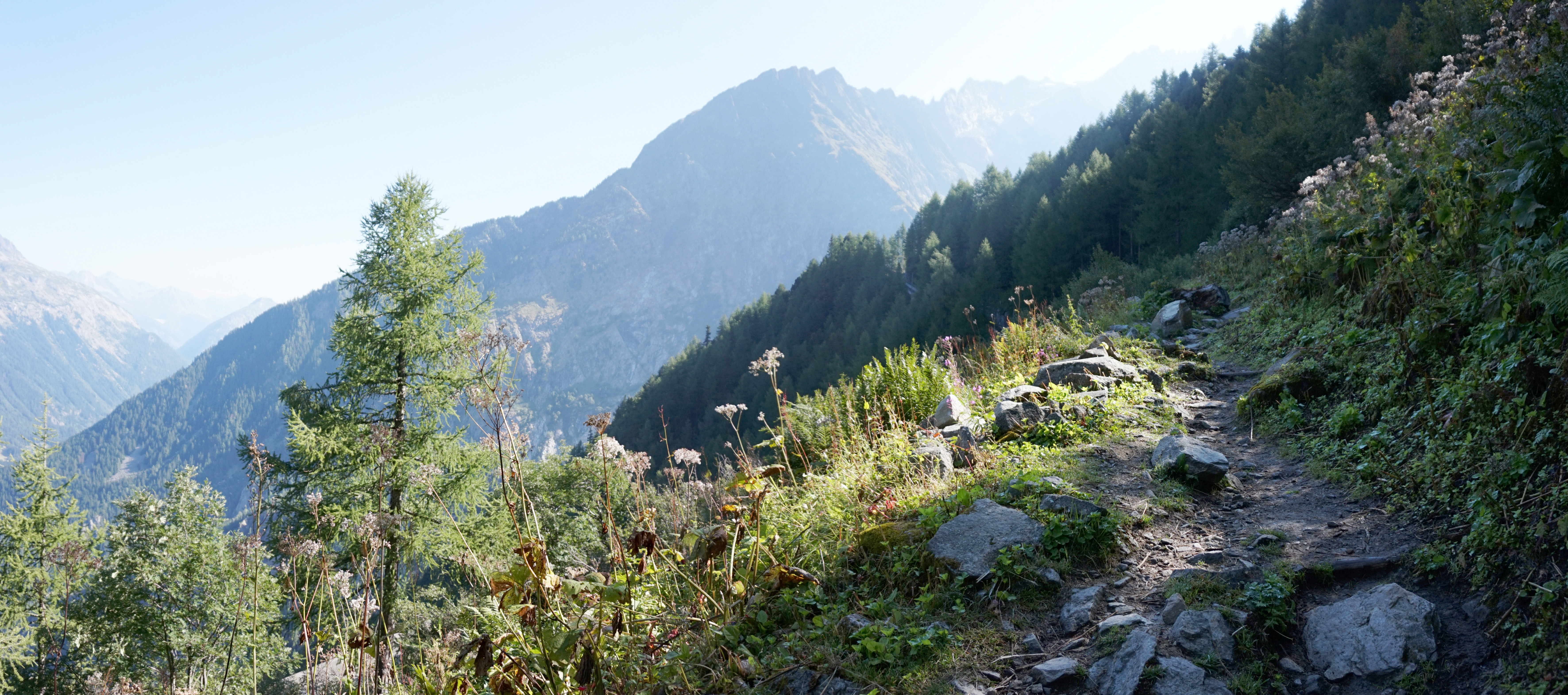
Le chemin du Montenvers avec au fond l'aiguille à Bochard.

## Histoire
Le chemin est aménagé en 1820 par Jean-Marie Couttet seul, ancien guide de 59 ans, et permet aux scientifiques et premiers visiteurs de se rendre plus aisément au site où ont été édifiés un petit refuge et le Temple de la Nature à la fin du XVIIIe siècle ; la construction de l'actuel hôtel du Montenvers suivra en 1840, ce qui augmentera sensiblement la fréquentation du site et du chemin. La buvette de Caillet édifiée à mi chemin propose une halte aux visiteurs au cours de cette ascension relativement longue et inconfortable à dos de mulet.
Le 25 août 1931, le chemin du Montenvers est parcouru à moto par Antoine Peugeot sur une Peugeot P110.